# ヴァルディ
ヴァルディ（Waldi、バルディーやバルディとも）は、1972年のミュンヘンオリンピックで作成された初の公式オリンピックマスコットである。ドイツで人気のある犬種であるダックスフントがモデルである。マラソンコースはヴァルディのデザインを取り入れてデザインされ、スタジアムと選手村の建設時の非公式の風刺ポスターにも使用された。

## 起源
ドイツの航空会社ルフトハンザのロゴのデザインも行ったドイツのデザイナーオトル・アイヒャーにより作成された。初のオリンピック公式マスコットである。なお、1968年グルノーブルオリンピックではシュス(Schuss)という名前のスキーをする赤いボールが非公式マスコットが使用されている。アスリートに必要とされる特性である、抵抗力、粘り強さ、敏捷性を表すようにデザインされた。
アイヒャーがモデルとして使用したCherie von Birkenhofという名前の本物の長髪のダックスフントに基づく。さまざまな配色のものが登場したが、メインの配色がオリンピック・リングの青、黄、オレンジ、緑と一致するようにデザインされたと報告されることがある。しかしながら、主要な配色には黒も赤も含まれていなかった。これは、ナチ党に関連する色を除外するというアイヒャー側の意識的な決定によるものであった。1972年の大会は楽観的な「レインボーゲーム」になるようにデザインされた。

## 商品
50のライセンスがメーカーに与えられ、最安のライセンス料は245,000ドイツマルクで200万を超える関連アイテムが世界中で販売された。ぬいぐるみ、プラスチックのおもちゃがあり、ボタン、ポスター、ステッカーやピンもあった。しかしヴァルディを載せたピンはオリンピックから数年後に初めて登場した。

## マラソン
マラソンルートはヴァルディに似せて作成された。コースは頭が西を向くように配置され、選手は首の後ろから耳の周りまでを反時計回りに走った。口はニンフェンブルク公園を通る小道で表され、前足はヒルシュガルテンを通る小道で表された。腹はミュンヘンのダウンタウンのメインストリートであり、後ろ足、尻、尾はすべてイーザル川沿いに広がる緑地であるイギリス式庭園であった。選手は背中に沿って進み、オリンピックスタジアムに入った。

## 遺物
1972年のオリンピックの請求額は当初の見積もりであった350万ドルからオリンピックスタジアムの屋根だけで6300万ドルになった。総請求額である7億5000万ドルは1968年メキシコシティオリンピックの費用の3倍以上となり、オリンピックタワーを消火栓として使用してヴァルディの非公式ポスターが作られた。
オトル・アイヒャーの作品の最初のモノグラフがPhaidon Pressで出版されるときに、1972年のオリンピックに関するヴァルディ含む彼の作品が、2007年にロンドンで展示された。